# گروه رقمی کشاورزی
یک گروه رقمی کشاورزی (به انگلیسی: Cultivar group) یک دسته رسمی در شیوه‌نامه فرامرزی برای نامگذاری گیاهان کاشتی (به انگلیسی: ICNCP) است که برای گیاهان کشاورزی (ارقام) استفاده می‌شود که دارای یک ویژگی مشخص باشند. نام گیاه‌شناسی توسط نماد Group یا Gp نشان داده می‌شود. "گروه" یا "GP" همیشه با حرف بزرگ انگلیسی G در یک نام گیاه‌شناسی نوشته می‌شود. نام گروه به صورت ایتالیک نمایش داده نمی‌شود. ICNCP اصطلاح و علامت "Group" را در سال ۲۰۰۴ به عنوان جایگزینی برای "گروه ارقام" که طولانی‌تر بود و از سال ۱۹۶۹ به کار می‌رفت معرفی کرد. برای نام قدیمی "گروه ارقام"، اختصار غیر استاندارد cv. گروه یا CV گروه نیز گاهی روبرو می‌شود. تفاوت معنایی کمی بین این اصطلاحات وجود دارد. یک گروه ممکن است تنها شامل یک گیاه باشد.